# Dee Dee Wallauer
Dee Dee Wallauer (eigentlich Dietmar Christian Günther Wallauer; * 1. September 1969 in München) ist ein deutscher Regisseur, Filmproduzent und Kameramann.

## Leben
Wallauer startete seine Karriere mit einer Super-8-Kamera in den Alpen. Durch die Nähe seines Heimatortes München zu den Bergen wurde Snowboarden im Winter und Riversurfen im Sommer auf dem Eisbach und der Isar ein prägendes Element in seinem Leben.
Von 1995 bis 1998 verbrachte er die Sommermonate in Kalifornien und kam dort mit der amerikanischen Independentfilm-Szene in Berührung.
1999 drehte er seinen ersten Surf-Skate-Snow-Film „RideOn“ und tourte mit zwei 16-mm-Filmkopien unter dem Arm durch Deutschland und Österreich. Seit 2000 arbeitet er als Kameramann für Dokumentar-, Imagefilme und Werbung. 2009 kam der zweite Teil seiner Serie „RideOn“ in die deutschen und österreichischen Kinos. Seine Dokumentation „Speed, Mud & Glory“ über Speedway mit dem deutschen Speedway-Weltmeister Egon Müller und dem Speedway-Grand-Prix-Fahrer Martin Smolinski lief ab 2015 Deutschlandweit in ausgewählten Programmkinos und hatte 2015 auf dem Portland Motorcycle Film Festival seine USA-Premiere.

## Filmografie
- 1999: Ride On (Kamera & Regie)
- 2005: Die Wilden Kerle 2 (Skateboard-Action-Kameramann)
- 2006: Fatima’s Hand (Kamera)
- 2007: 20 Seconds of Joy (Kamera)
- 2010: Ride On2 (Kamera und Regie)
- 2014: Speed, Mud & Glory (Kamera und Regie)